# Psychotria amboniana
Psychotria amboniana är en måreväxtart som beskrevs av Karl Moritz Schumann. Psychotria amboniana ingår i släktet Psychotria och familjen måreväxter.

## Underarter
Arten delas in i följande underarter:
- P. a. amboniana
- P. a. mosambicensis
- P. a. velutina